# مرتسدورف
مرتسدورف (به آلمانی: Mertesdorf) یک شهر در آلمان است که در تریر-زاربورگ واقع شده‌است. مرتسدورف ۱٬۶۴۰ نفر جمعیت دارد.